# 裕公和尚道行碑
裕公和尚道行碑，位于山西省临汾市翼城县城关镇老城内后土庙，石牌坊东200米处，是中华人民共和国山西省文物保护单位之一。
1986年8月18日，授予山西省文物保护单位，是一座石刻及其它。